# Onthophagus kindermanni
Onthophagus kindermanni là một loài bọ cánh cứng trong họ Bọ hung (Scarabaeidae).